# Thymoites melloleitaoni
Thymoites melloleitaoni là một loài nhện trong họ Theridiidae.
Loài này thuộc chi Thymoites. Thymoites melloleitaoni được William Syer Bristowe miêu tả năm 1938.